# اولین بار مینی
اولین بار مینی (به انگلیسی: Mini's First Time) فیلمی محصول سال ۲۰۰۶ و به کارگردانی نیک گوته است. در این فیلم بازیگرانی همچون الک بالدوین، نیکی رید، کری-ان ماس، جف گلدبلوم، لوک ویلسون، سوتلانا متکینا، مارک دکلین، اسپریگ گریدن، جوئل مک‌هال ایفای نقش کرده‌اند.